# Încoronarea Fecioarei (pictură de Velázquez)
Încoronarea Fecioarei este o pictură realizată în ulei pe pânză de către artistul spaniol Diego Velázquez în perioada 1641 - 1644.
Probabil a fost comandată pentru oratoriul curții Elisabetei a Franței, regină-consort a lui Filip al IV-lea al Spaniei, în Real Alcázar din Madrid. Acolo a fost plasată alături de alte picturi în cadrul festivităților religioase, picturi realizate de pictorul napoletan, Andrea Vaccaro, care fusese adus la Madrid de cardinalul Gaspar de Borja y Velasco. Modelul pentru Maria din această lucrare se poate să fie același model cu cel pe care artistul l-a folosit pentru Venus privindu-se în oglindă.

## Descriere
Încoronarea Fecioarei realizată de Velázquez este excepțională pentru faptul că este o operă religioasă rară a unui artist mai cunoscut pentru portretele sale și pentru aerul de naturalețe și simplitate care nu se regăsește în lucrările altor pictori religioși baroci. Compoziția sa se bazează pe un triunghi inversat, care dă un sentiment de mare echilibru și de linii armonioase și reminiscente (atât prin culoarea, cât și prin forma) unei inimi. Personajul principal este Fecioara Maria, cu o expresie modestă, reverențială și emoțională, cu ochii coborâți, nasul drept și buzele curbate. Sentimentul că triunghiul inversat este menit să se refere la o inimă este consolidat și de evlavia privitorului invocată de Maria arătând spre propria inimă.
La dreapta privitorului este Dumnezeu Tatăl, reprezentat ca un bătrân demn, în timp ce în stânga se află figura cu părul lung al lui Iisus Hristos - împreună țin coroana Mariei deasupra capului ei. Duhul Sfânt este reprezentat în centru sub forma unui porumbel alb. Capetele celor două personaje și porumbelul sunt toate la același nivel, pe linia bazei triunghiului, reprezentând egalitatea lor în cadrul Sfintei Treimi. De asemenea, sunt notabili heruvimii din jurul Fecioarei, de la baza picturii - calitatea lor picturală rivală cu cea a lui Murillo, renumit pentru lucrările sale despre heruvimi.
Culorile pe care Velázquez le utilizează sunt albastru și violet. De asemenea, el a folosit carmin (în special carminul venețian) în loc de culoarea roșie tradiționale, urmând sfaturile tutorelui său Pacheco așa cum este scris în cartea sa Arte de la Pintura, în ciuda faptului că Velázquez era deja un artist apreciat și cu mult peste nivelul său din studenție la momentul realizării acestei picturi.